# Coloma (Wisconsin)
Coloma és una població dels Estats Units a l'estat de Wisconsin. Segons el cens del 2000 tenia 461 habitants.

## Demografia
Segons el cens del 2000, Coloma tenia 461 habitants, 185 habitatges, i 128 famílies. La densitat de població era de 167,9 habitants per km².
Dels 185 habitatges en un 31,9% hi vivien nens de menys de 18 anys, en un 56,8% hi vivien parelles casades, en un 8,1% dones solteres, i en un 30,8% no eren unitats familiars. En el 27,6% dels habitatges hi vivien persones soles el 15,7% de les quals corresponia a persones de 65 anys o més que vivien soles. El nombre mitjà de persones vivint en cada habitatge era de 2,42 i el nombre mitjà de persones que vivien en cada família era de 2,95.
Per edats la població es repartia de la següent manera: un 24,1% tenia menys de 18 anys, un 6,9% entre 18 i 24, un 27,1% entre 25 i 44, un 21,3% de 45 a 60 i un 20,6% 65 anys o més.
L'edat mediana era de 39 anys. Per cada 100 dones de 18 o més anys hi havia 96,6 homes.
La renda mediana per habitatge era de 33.295 $ i la renda mediana per família de 38.542 $. Els homes tenien una renda mediana de 30.350 $ mentre que les dones 18.214 $. La renda per capita de la població era de 14.766 $. Aproximadament l'11,9% de les famílies i el 16,7% de la població estaven per davall del llindar de pobresa.

## Poblacions més properes
El següent diagrama mostra les poblacions més properes.